# Алберт Пајк
Алберт Пајк (енгл. Albert Pike; Бостон, 29. децембар 1809 — Вашингтон, 2. април 1891) био je адвокат, писац, официр Конфедеративних Америчких Држава у Америчком грађанском рату, и масон. Пајк је једини официр и војник Конфедеративних Америчких Држава коме је подигнута статуа у главном граду САД Вашингтону.

## Биографија
Алберт Пајк је рођен у Бостону, држава Масачусетс, као син Бена Пајка и мајке Саре Ендруз.
Пријемни испит за Универзитет Харвард је положио августа 1825. године, који је напустио због немогућности да плати школарину за прве две године студирања. Тада је отпочео програм самообразовања.

## Војна каријера
На самом почетку Мексичко-америчког рата, Пајк се добровољно пријавио у америчку коњицу, а посебно се истакао у бици код Буена Висте. После рата, Пајк се вратио свом пређашњем адвокатском послу, и рад наставио у Њу Орлеансу. У том периоду написао је књигу Максиме римског закона и неки од старог француског закона, као што је изложио и примењују у учењу и судску праксу.
У Арканзас је дошао 1857. године. Ту је такође тражио посао адвоката. Остао је у сарадњи са Покретом незналица.
Пре грађанског рата је био чврсто против сецесије, али када је почео рат, он је ипак био на страни Конфедерације. Брзо је напредовао у служби ове државе, и изабран је за изасланика Конфедерације код Индијанаца.
Као истакнути чиновник Конфедерације, Алберт Пајк је произведен у бригадног генерала војске Конфедерације, 22. новембра 1861. године. Он је почео да обучава три коњичка пука војске Конфедерације који су били сачињени од „цивилизованих“ Индијанаца. Под његовом командом војска Конфедерације је однела победу над снагама Севера (САД) у бици код Пеа Риџа, али је био поражен у контраофанзиви. Након битке код Пеа Риџа, Пајк је био оптужен да је издао наређење за скалпирање војника у току битке. Генерал-мајор Томас С. Хиндман је оптужио Пајка за лошу расподелу новца и материјалних ресурса. Иако су обе оптужбе су одбачене због недостатка доказа, Пајк је послао оставку на место заповедника у војсци Конфедерације, 12. јула, а затим побегао у брда у Арканзасу, где је покушао да се сакрије од хапшења. Међутим, ухапшен је 3. новембра, под оптужбама за велеиздају и дезертирање. Кратко је био заточен у Тексасу, да би затим прихватили његову оставку и пустили га на слободу 11. новембра.

## Масонерија
Алберт Пајк се најпре придружио Независном реду непарних сарадника, 1840. године. Затим се придружио масонској ложи, где је постао изузетно активан у раду те организације, све до 1859. године, када је изабран за Сувереног Великог командира Шкотског реда. На том месту се налазио пуне тридесет и две године, и све време је посветио ширењу свог реда.
Своју књигу Морал и догма старих и признатих шкотског обреда слободног зидарства (познатију као Морал и догма) објавио је 1871. године, од када је урађену више издања.
Пајк и даље важи за најутицајнијег и најпознатијег масона свих времена, нарочито у САД.
Пајков рад у масонерији је годинама био под лупом теоретичара завере. Тако је, на пример, пронађено једно писмо Алберта Пајка упућено италијанском родољубу и револуционару Ђузепеу Мацинију, у којем је написао:
| „ | Драги брате Мацини, да бисмо завладали светом морамо да изазовемо три светска рата. Трећи мора бити против муслимана. А потом ћемо изазвати велику економску кризу, па глад. То су предуслови за увођење светске диктатуре. | ” |

Многи то повезују са догађајима везаним за Арапско пролеће, и рушење режима у Тунису, Египту, Либији, Бахреину, Јемену, Алжиру, Ираку, Јордану, Мароку и Сирији.